# Ernestine Schumann-Heink

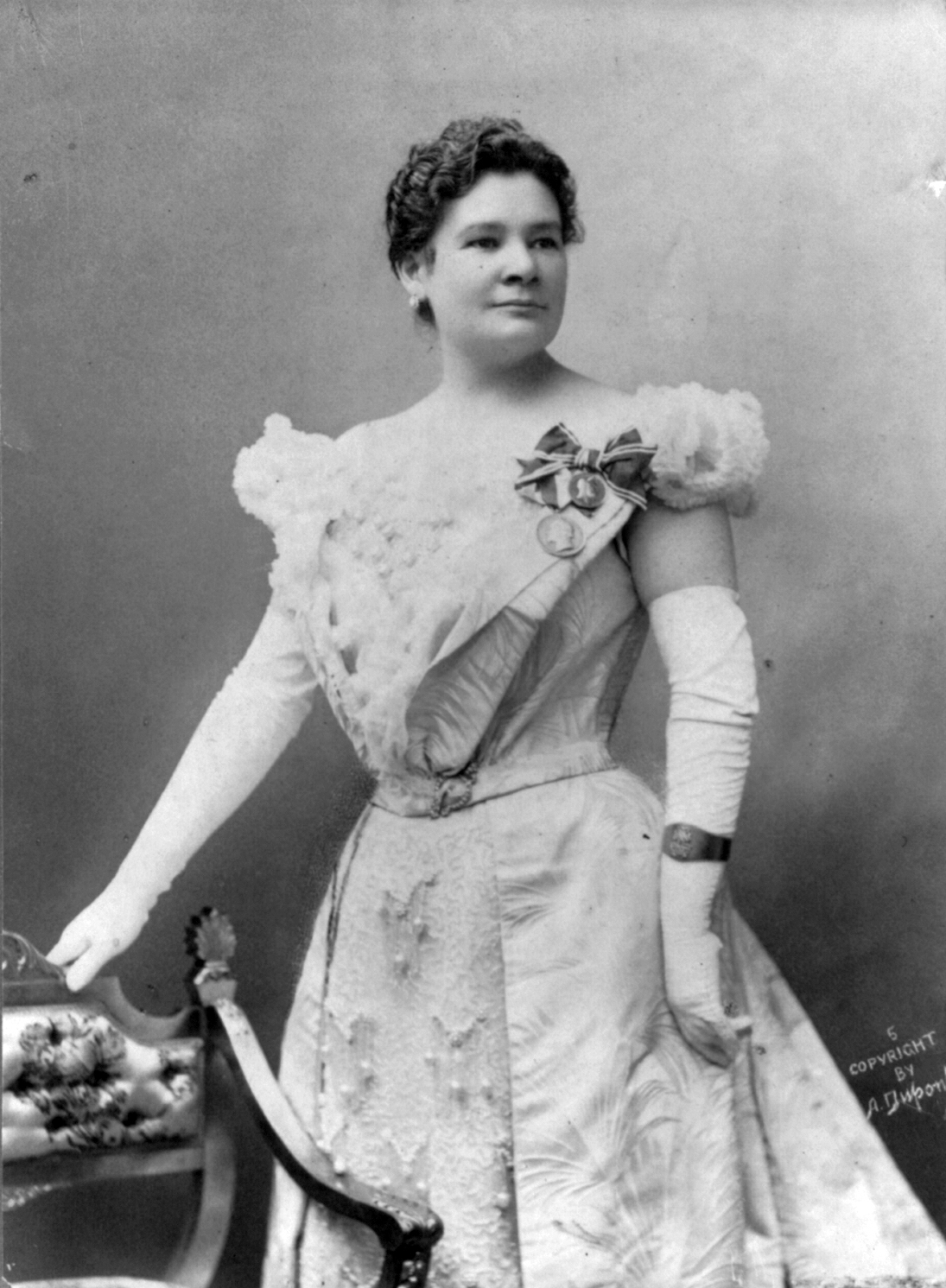
La Schumann-Heink nel 1899

Ernestine Schumann-Heink, nome alla nascita Ernestine Amalie Pauline Rössler (Libeň (Distretto di Praga), 15 giugno 1861 – Hollywood, 17 novembre 1936), è stata un contralto ceca con cittadinanza statunitense di origine boema-tedesca. Era molto famosa per l'ampiezza, la bellezza, la ricchezza, la flessibilità e l'ampia gamma della sua voce.

## Biografia

### Primi anni
Nacque Ernestine Amalie Pauline Rössler da una famiglia di lingua tedesca nella città di Libeň, Boemia, Impero austriaco, che ora fa parte della città di Praga, Repubblica Ceca. Suo padre, Hans Rössler, faceva il calzolaio, mentre precedentemente aveva prestato servizio come ufficiale di cavalleria austriaca, era stato di stanza nel nord Italia (allora un protettorato austriaco), dove aveva incontrato e sposato Charlotte Goldman, con la quale era tornato a Libeň. Sua nonna materna era un'ebrea ungherese.
Quando Ernestine aveva tre anni la famiglia si trasferì a Verona. Nel 1866, allo scoppio della guerra austro-prussiana, la famiglia si trasferì a Praga, dove lei fu istruita al Convento delle Orsoline. Alla fine della guerra i Roesslers si trasferirono a Podgórze, ora parte di Cracovia. La famiglia si trasferì di nuovo a Graz quando Tini aveva tredici anni. Qui incontrò Marietta von LeClair, una cantante lirica in pensione, che accettò di darle lezioni di canto.
Nel 1877 la Rössler fece la sua prima esibizione professionale, nella Nona Sinfonia di Beethoven a Graz, con il soprano Maria Wilt. Il suo debutto operistico fu alla Royal Opera House di Dresda il 15 ottobre 1878 come Azucena ne Il trovatore.

### Primo Matrimonio
L'11 gennaio 1883 a Dresda, in Germania, sposò Johann Georg Ernst Albert Heink (1854–1933), segretario della Semperoper, la Saxon State Opera di Dresda; ciò violò i termini dei loro contratti ed entrambi interruppero bruscamente il loro rapporto di lavoro. Heink lavorò alla dogana locale e presto fu trasferito ad Amburgo. Ernestine rimase a Dresda per proseguire la sua carriera e alla fine raggiunse il marito quando si assicurò un posto all'Opera di Amburgo. Ebbe quattro figli con Heink, uno di loro, Ferdinand Schumann-Heink (1893–1958) fu un prolifico attore caratterista di Hollywood, sebbene per lo più poco conosciuto. Altri figli erano Hans Schumann-Heink e Arthur Schumann-Heink.
Ernest Heink fu nuovamente espulso dal lavoro quando i sassoni furono banditi dalle posizioni governative e partì per la Sassonia per trovare lavoro. Ernestine, incinta, non lo seguì; divorziarono nel 1893. Nello stesso anno sposò l'attore Paul Schumann, con il quale ebbe altri tre figli Marie Schumann, George Washington Schumann e Walter Schumann. Il suo secondo matrimonio durò fino alla morte di Paul Schumann nel 1904. Venne negli Stati Uniti per fare una breve incursione nel teatro di Broadway, cantando nell'operetta Love's Lottery di Julian Edwards, nella quale la sua esibizione fu notata per il fatto che spesso si interrompeva per chiedere al pubblico se il suo inglese era abbastanza buono. Lasciò la produzione dopo 50 spettacoli e presto tornò all'opera.
La sua svolta nei ruoli principali ebbe luogo quando la prima donna Marie Goetze ebbe una discussione con il regista dell'opera di Amburgo. Chiese a Ernestine di cantare il ruolo della protagonista in Carmen, senza prove, cosa che fece con grande successo. Goetze, in un impeto di rabbia, annullò il ruolo di Fidès in Le prophète, che doveva essere eseguita la sera seguente e fu nuovamente sostituito da Ernestine. La Schumann-Heink sostituì Goetze come Ortrud nel Lohengrin la sera seguente, ancora una volta senza prove e le fu offerto un contratto di dieci anni.

### Secondo matrimonio
Dopo il divorzio dal suo primo marito sposò Curt Paul Schuman intorno al 1895. Morì nel 1904. Mentre combatteva una battaglia legale in Germania sulle proprietà del suo defunto marito, depositato i documenti di naturalizzazione degli Stati Uniti il 10 febbraio 1905 e divenne cittadina il 3 marzo 1908.

### Carriera internazionale

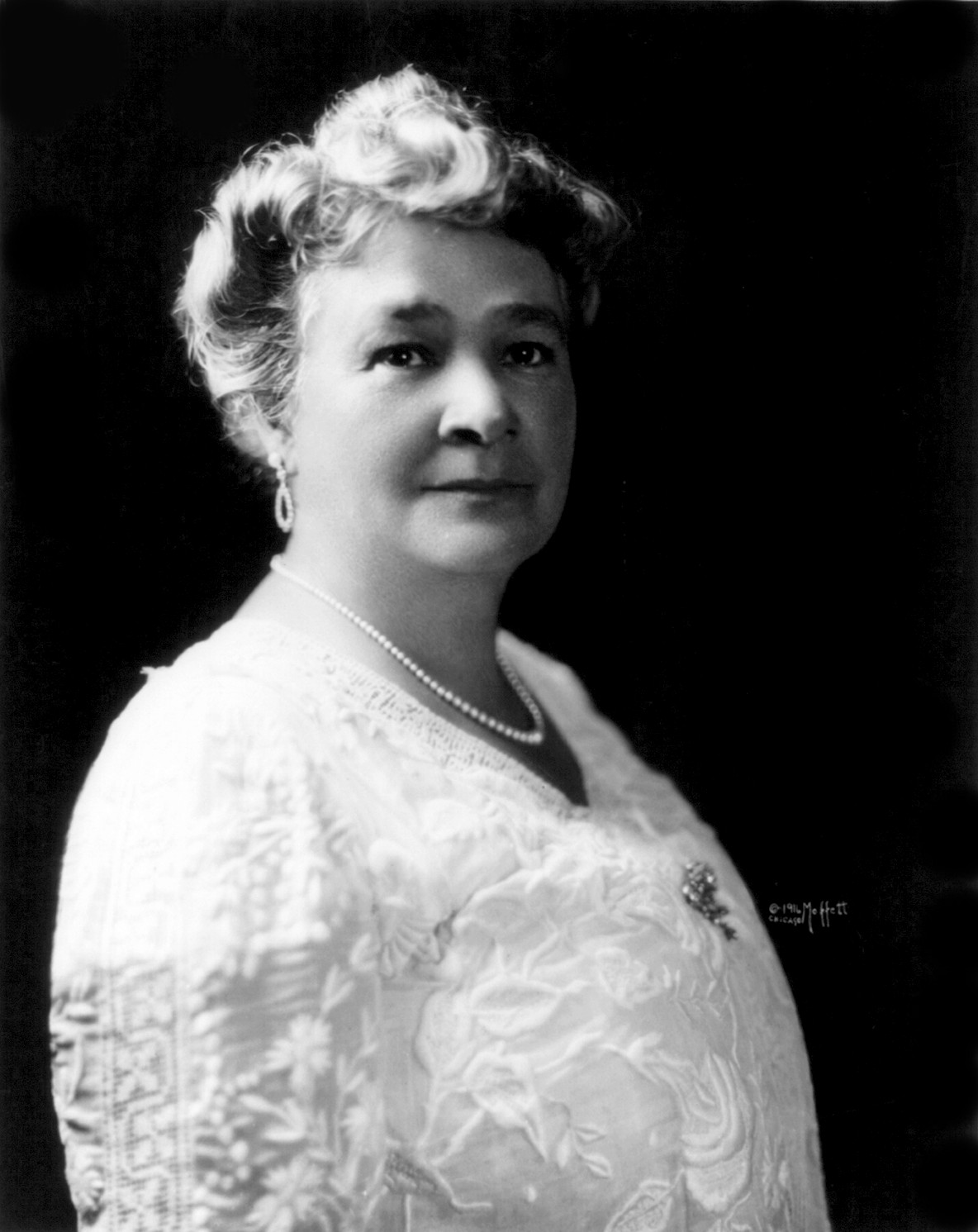
La Schumann-Heink nel 1916

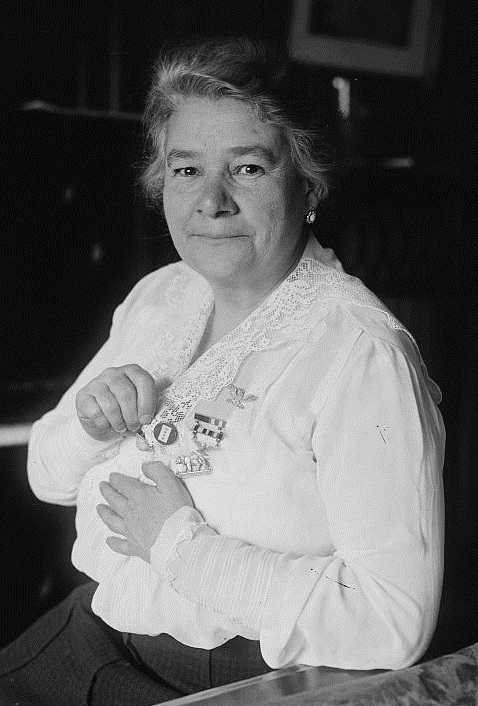
La Schumann-Heink nel 1918

Si esibì con Gustav Mahler alla Royal Opera House, Covent Garden, a Londra e divenne famosa per le sue esibizioni delle opere di Richard Wagner a Bayreuth, cantando al Festival di Bayreuth dal 1896 al 1914.
La prima apparizione della Schumann-Heink al Metropolitan Opera di New York fu nel 1899 e si esibì regolarmente lì fino al 1932. Registrò la prima delle sue numerose esibizioni musicali "grammofoniche" nel 1900. Molte di queste prime registrazioni sonore originariamente pubblicate su dischi a 78 giri furono ristampati in formato CD e continuano a stupire grazie alla ricca qualità del suono vocale della Schumann-Heink e all'impressionante tecnica musicale.

### Terzo matrimonio
Il 27 maggio 1905 a Chicago, nell'Illinois, sposò il suo manager William Rapp Jr. Lei e il suo nuovo marito vissero a Grandview Avenue, North Caldwell, nel New Jersey nella sua "Villa Fides" da aprile 1906 a dicembre 1911; si trasferì quindi in una tenuta di 500 acri (2 km²) di terreni agricoli situati appena fuori San Diego, in California, in una zona allora conosciuta come Helix Hill,  ora conosciuta come Monte Helix, a Grossmont, acquistata da lei nel gennaio 1910, dove avrebbe vissuto per gran parte della sua vita. La sua residenza è ancora lì.
Nel 1909 creò il ruolo di Clitennestra nella prima di Elettra di Richard Strauss, di cui affermò di non avere un'alta opinione, definendola "un frastuono spaventoso". Anche Strauss non fu del tutto affascinato dalla Schumann-Heink; secondo una storia, durante le prove ammonì l'orchestra, "Più forte! Riesco ancora a sentire Madame Schumann-Heink!"
Si separò dal marito il 10 dicembre 1911. Chiese il divorzio nel 1913. Divorziarono nel 1914 e la corte d'appello confermò la decisione della corte inferiore nel 1915.
Nel 1915 apparve come se stessa nel primo film documentario Mabel and Fatty Viewing the World's Fair at San Francisco diretto da Fatty Arbuckle, che pure appare come se stesso nel film.

### Lavoro per beneficenza ed aiuto alla comunità

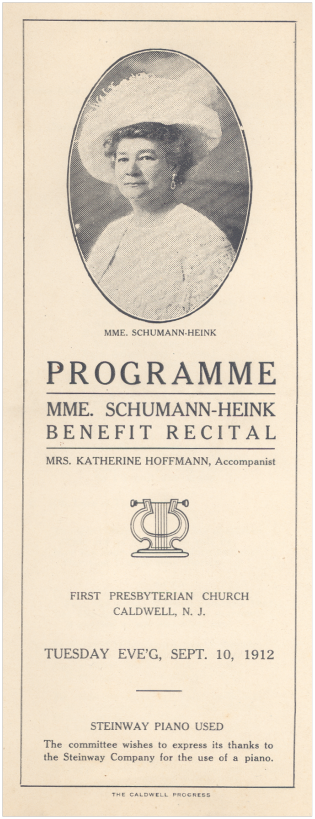
Un programma di concerti del 1912

Mentre viveva a North Caldwell, nel New Jersey la Schumann-Heink si interessò agli sforzi per onorare il presidente Grover Cleveland. Il futuro presidente era nato nel 1837 nella vicina Caldwell, nel New Jersey, dove suo padre, il Rev. Richard Cleveland era ministro della Prima Chiesa presbiteriana. Il 10 settembre 1912 la Schumann-Heink tenne un concerto di beneficenza in chiesa per raccogliere fondi per acquistare l'adiacente Presbyterian Manse, la città natale di Cleveland. Nel 1913 la Grover Cleveland Birthplace Memorial Association (GCBMA) acquistò la Manse e la aprì al pubblico come museo. Mme. Schumann-Heink divenne il primo membro a vita della GCBMA.
Durante la prima guerra mondiale, la Schumann-Heink sostenne gli Stati Uniti e le sue forze armate. Intrattenne le truppe e raccolse denaro per aiutare i veterani feriti. Girò per gli Stati Uniti per raccogliere fondi per lo sforzo bellico, anche se aveva parenti che combattevano su entrambi i lati della guerra, compresi i suoi figli August Heink, un marinaio mercantile che era stato colpito dal servizio sottomarino tedesco, Walter Schumann, Henry Heink e George Washington Schumann, tutti nella Marina degli Stati Uniti.

### Ultimi anni
Nel 1926 cantò per la prima volta Silent Night (in tedesco e inglese) alla radio per Natale. Questo divenne una tradizione natalizia con gli ascoltatori della radio degli Stati Uniti durante il Natale del 1935. Nel 1927 si esibì in un cortometraggio sonoro dei primi Vitaphone, forse l'unico film sopravvissuto della sua voce. Perse la maggior parte dei suoi beni nel crollo di Wall Street del 1929 e fu costretta a cantare di nuovo a 69 anni.
La sua ultima esibizione al Met fu nel 1932 come Erda ne L'anello del Nibelungo, all'età di 71 anni. Negli ultimi anni aveva un programma radiofonico settimanale. Nei film degli anni '30 molti cantanti/insegnanti/matrone di lirica formose furono modellati su di lei; vedi per esempio Palcoscenico del 1937.

### Morte
Ernestine Schumann-Heink morì di leucemia il 17 novembre 1936 a Hollywood, in California, all'età di 75 anni. Il suo funerale fu diretto dall'American Legion all'Hollywood Post Auditorium e fu sepolta al Greenwood Memorial Park di San Diego. Il suo archivio è stato donato alla Smithsonian Institution. Nel Memorial Day, il 30 maggio 1938, una tavoletta di bronzo in onore della Schumann-Heink fu svelata al Padiglione degli Organi nel Balboa Park, San Diego.

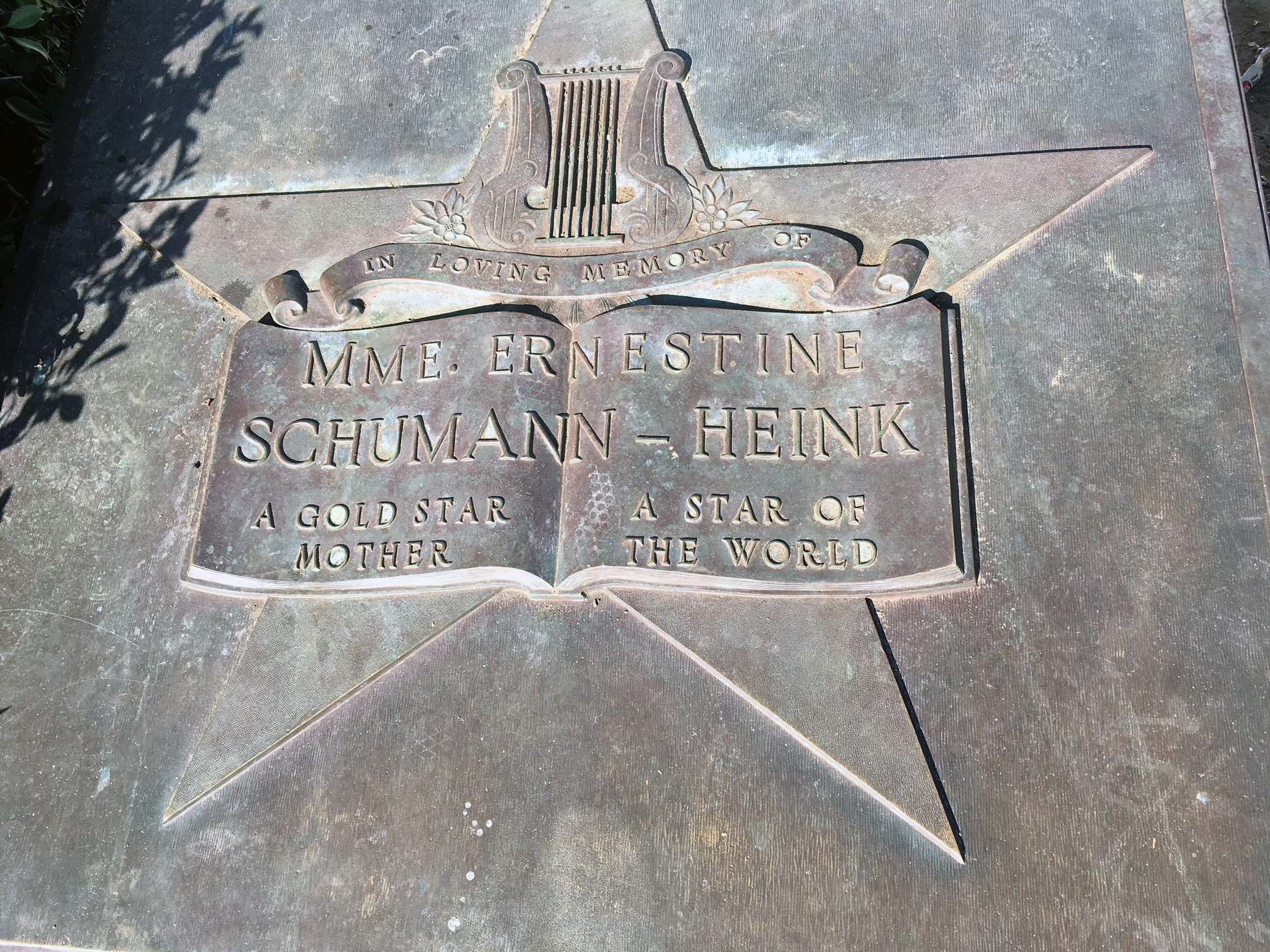
Targa commemorativa, Balboa Park, San Diego

## Repertorio
- Georges Bizet
  - Carmen (Carmen)
- Gaetano Donizetti
  - La favorita (Leonora)
- Christoph Willibald Gluck
  - Orfeo ed Euridice (Orfeo)
- Charles Gounod
  - Faust (Marta)
- Engelbert Humperdinck
  - Hänsel e Gretel (La Strega)
- Giacomo Meyerbeer
  - Il profeta (Fidès)
- Carl Otto Nicolai
  - Le allegre comari di Windsor (Frau Reich)
- Johann Strauss
  - Il pipistrello (Principe Orlofsky)
- Richard Strauss
  - Elettra (Clitennestra)
- Giuseppe Verdi
  - Il trovatore (Azucena)
  - Aida (Amneris)
- Richard Wagner
  - Rienzi (Adriano)
  - Il vascello fantasma (Mary)
  - Lohengrin (Ortrud)
  - L'oro del Reno (Erda; Floßhilde)
  - La Valchiria (Fricka; Waltraute)
  - Sigfrido (Erda)
  - Tristano e Isotta (Brangania)
  - I maestri cantori di Norimberga (Maddalena)
  - Il crepuscolo degli dei (Waltraute)

## Registrazioni
- Discography of Ernestine Schumann-Heink on Victor Records from the Encyclopedic Discography of Victor Recordings (EDVR).
- Ernestine Schumann-Heink: streaming audio at the Library of Congress.